# Luçay-le-Libre
Luçay-le-Libre è un comune francese di 115 abitanti situato nel dipartimento dell'Indre nella regione del Centro-Valle della Loira.

## Società

### Evoluzione demografica
Abitanti censiti